# Nuasjärvi

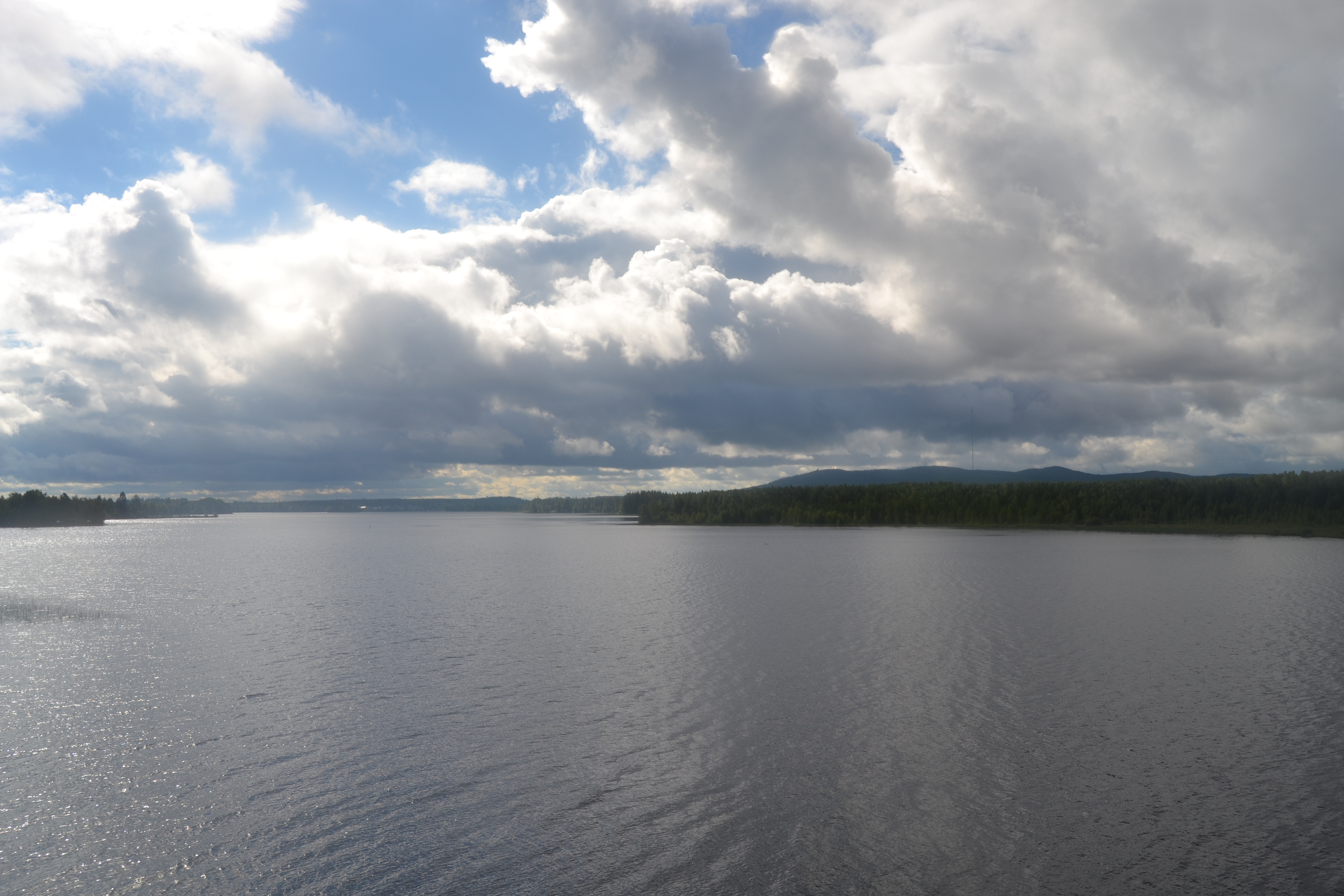
Nuasjärvi in Sotkamo

Der Nuasjärvi ist ein See in der finnischen Landschaft Kainuu.
Der 96,44 km² große See ist Teil einer Seenkette, die sich vom Ontojärvi bis zum Oulujärvi erstreckt.
Er liegt auf einer Höhe von 137,9 m.
Den Abfluss zum Oulujärvi bildet der Fluss Kajaaninjoki.
Dort liegt die Stadt Kajaani.
Der See ist in zwei Hauptbecken gegliedert. 
Den Ostteil bildet der eigentliche Nuasjärvi, den Westteil der Rehja.